# ناتالي بورتر
ناتالي بورتر (بالإنجليزية: Natalie Porter)‏ مواليد 16 ديسمبر 1980، هي لاعبة كرة سلة أسترالية. بدأت مسيرتها الاحترافية في سنة 1996. تم اختيارها من قبل فريق نيويورك ليبرتي خلال الدرافت. وتحمل الرقم 40. مثلت منتخب بلادها. شاركت في دورة الألعاب الأولمبية الصيفية سنة 2004. اعتزلت اللعب في 2012.

## الميداليات
| الميدالية | المسابقة                       |
| --------- | ------------------------------ |
| فضية      | الألعاب الأولمبية الصيفية 2004 |

## روابط خارجية
- ناتالي بورتر على موقع الاتحاد الدولي لكرة السلة (الإنجليزية)
- ناتالي بورتر على موقع كرة السلة الأوروبية.كوم (الإنجليزية)
- ناتالي بورتر على موقع بروبوليرز (الإنجليزية)
- ناتالي بورتر على موقع سبورتس رفرنس (الإنجليزية)
- ناتالي بورتر على موقع سبورتس رفرنس (الإنجليزية)
- ناتالي بورتر على موقع أوليمبيديا (الإنجليزية)
- ناتالي بورتر على موقع اللجنة الأولمبية الأسترالية (الإنجليزية)